# Красные Рябинки
Кра́сные Ряби́нки — село в Хотынецком районе Орловской области России. Административный центр Краснорябинского сельского поселения.

## География
Село находится на расстоянии 10 км к востоку от посёлка городского типа Хотынец, административного центра района, и 40 км к западу от города Орёл, административного центра области.

### Часовой пояс
Село Красные Рябинки, как и вся Орловская область, находится в часовой зоне МСК (московское время). Смещение применяемого времени относительно UTC составляет +3:00.

## Население
| 2002 | 2010 |
| ---- | ---- |
| 296  | ↘240 |

### Национальный состав
Согласно результатам переписи 2002 года, в национальной структуре населения русские составляли 98 % из 296 чел.